# باربرا هينينغ
باربرا هينينغ (بالإنجليزية: Barbara Henning)‏ (26 أكتوبر 1948)؛ شاعرة، كاتِبة وروائية أمريكية.